# 24 juillet 2011
Le dimanche 24 juillet est le 205e jour de l'année 2011.

## Décès
- Daniel Bobis, Batteur du groupe de hardcore new-yorkais Cipher (en)[1].
- Paul Marchand (en), Évêque catholique canadien de Timmins, Ontario[2].
- Virgilio Noè, Cardinal archevêque italien, président émérite de la Fabrique de Saint-Pierre[3].
- Dan Peek, Musicien américain de rock (auteur-compositeur-interprète, guitariste)[4].
- David Servan-Schreiber, Médecin français, docteur ès sciences, neuropsychiatre, essayiste, fils aîné de Jean-Jacques Servan-Schreiber[5],[6].
- Jan de Vos, Historien et anthropologue belge, installé au Mexique (depuis 1973) comme théologien de la libération puis essayiste[7].

## Événements
- Plus de 820 cérémonies ont eu lieu à New York en ce jour d'entrée en vigueur de la loi autorisant le mariage homosexuel. Le premier était celui de deux grand-mères.
- Arrivée du Tour de France 2011 à Paris sur les Champs-Élysées. L'Australien Cadel Evans est officiellement maillot jaune du Tour[8]. Le Britannique Mark Cavendish, vainqueur de la dernière étape, est lui maillot vert. L'Espagnol Samuel Sánchez est maillot à pois et le Français Pierre Rolland est maillot blanc.
- Début des épreuves de natation sportive aux championnats du monde de natation 2011. Camille Muffat arrive 3e au 400 m nage libre et l'équipe de France constituée de Alain Bernard, Fabien Gilot, William Meynard et Jérémy Stravius finit 2e au 4 × 100 m nage libre.
- L'Uruguay remporte la 47e édition de la Copa America grâce à sa victoire en finale contre le Paraguay 3-0, dont deux buts de Diego Forlán.
- Le Britannique Lewis Hamilton remporte le Grand Prix automobile d'Allemagne. Il se place à la 3e place du classement général derrière Sebastian Vettel et Mark Webber.